# Sinus (mathématiques)
Pour les articles homonymes, voir Sinus.
En géométrie, le sinus d'un angle dans un triangle rectangle est le rapport entre la longueur du côté opposé à cet angle et la longueur de l'hypoténuse. La notion s'étend aussi à tout angle géométrique (compris entre 0 et 180°). Dans cette acception, le sinus est un nombre compris entre 0 et 1. Si l'on introduit une notion d'orientation, les angles peuvent prendre n'importe quelle valeur positive ou négative, et le sinus est un nombre compris entre −1 et 1. Le sinus d'un angle α est noté sin(α) ou simplement sin α.
En analyse, la fonction sinus est une fonction de la variable réelle qui, à chaque réel α, associe le sinus de l'angle orienté de mesure α radians. C'est une fonction impaire et périodique. Les fonctions trigonométriques peuvent se définir ainsi géométriquement, mais les définitions plus modernes les caractérisent par des séries entières ou comme des solutions d'équations différentielles particulières, permettant leur extension à des valeurs arbitraires et aux nombres complexes.
La fonction sinus est utilisée couramment pour modéliser des phénomènes périodiques comme les ondes sonores ou lumineuses ou encore les variations de température au cours de l'année.

## Origine du mot
Le mot sinus est un mot latin désignant, entre autres, une cavité ou une poche. C'est par une erreur de traduction qu'il a été attribué à la longueur d'un des côtés du triangle rectangle. La confusion prend son origine dans le mot jyā (en), qui signifie "corde", utilisé en astronomie indienne pendant la période Gupta (dans le traité Surya Siddhanta).
Là où les géomètres grecs, tels Claude Ptolémée, avaient dressé des tables trigonométriques en calculant la longueur d'une corde sous-tendant un arc, les mathématiciens indiens décidèrent d'utiliser la demi-corde, soit ardha-jyās (ou ardha-jiva en sanskrit). Le mot fut bientôt abrégé en jya ou jiva.
Au VIIIe siècle, les Arabes traduisirent le mot jiva désignant la corde entière en watar, mais gardèrent le mot indien jiva pour désigner la demi-corde, et l'arabisèrent sous la forme جِيبٌ jib ou jaib.
Vers le XIIe siècle les traducteurs latins des travaux arabes, prenant le mot جَيْبٌ jaib pour son homonyme désignant une cavité ou un pli dans un vêtement, le traduisirent par le mot latin sinus,,.

## Sinus d'un angle

### Sinus d'un angle géométrique

#### Dans un triangle rectangle

Sinus = côté opposé hypoténuse/texhtml=non.

Le sinus d'un angle aigu non orienté de mesure α (en degrés entre 0 et 90°, en radians entre 0 et π/2, en grades entre 0 et 100 gr) est un nombre réel positif compris entre 0 et 1. Il peut se définir dans un triangle rectangle arbitraire dont l'un des angles autre que l'angle droit a pour mesure α.
Les côtés du triangle rectangle sont appelés :
- l’hypoténuse : c'est le côté opposé à l'angle droit, une jambe de l'angle de mesure α et le côté le plus long du triangle ;
- le côté opposé : c'est le côté opposé à l'angle de mesure α qui nous intéresse ;
- le côté adjacent : c'est le côté qui est une jambe de l'angle de mesure α, qui n'est pas l'hypoténuse.

On notera :
h : la longueur de l'hypoténuse ;
o : la longueur du côté opposé.
Alors :
{\displaystyle \sin \alpha ={\frac {\mathrm {c{\hat {o}}t{\acute {e}}\;oppos{\acute {e}}} }{\mathrm {hypot{\acute {e}}nuse} }}={\frac {o}{h}}}.
Ce rapport ne dépend pas du triangle rectangle particulier choisi avec un angle de mesure α, puisque tous ces triangles rectangles sont semblables.

#### Dans un triangle quelconque
Dans un triangle quelconque, le sinus de l'angle ABC est égal au rapport de la hauteur issue de A par la longueur BA. Il est égal aussi au rapport de la hauteur issue de C par la longueur BC :
{\displaystyle \sin {\widehat {ABC}}={\frac {h_{A}}{BA}}={\frac {h_{C}}{BC}}}.
Le sinus d'un angle obtus est ainsi égal au sinus de l'angle supplémentaire.
La connaissance du sinus d'un angle permet de calculer l'aire d'un triangle :
{\displaystyle Aire(ABC)={\frac {1}{2}}BA\times BC\times \sin {\widehat {ABC}}}.
Réciproquement, le sinus d'un angle peut être calculé dès que l'on connait les côtés et l'aire du triangle (l'aire d'un triangle peut se calculer par la formule de Héron, ou grâce au produit vectoriel) :
{\displaystyle \sin {\widehat {ABC}}={\frac {2\,Aire(ABC)}{BA\times BC}}}.
Les sinus des trois angles d'un triangle sont liés par la loi des sinus. Si l'on note a, b et c les côtés opposés aux sommets A, B et C, et R le rayon du cercle circonscrit au triangle, on a :
{\displaystyle {\frac {a}{\sin {\hat {A}}}}={\frac {b}{\sin {\hat {B}}}}={\frac {c}{\sin {\hat {C}}}}=2R}.

#### Repères historiques
Des tables trigonométriques sont utilisées dans l'antiquité, en Mésopotamie, dans l'empire grec, et dans la péninsule indienne, en trigonométrie sphérique pour les calculs astronomiques. Pour eux, il s'agit de longueurs associées à des arcs de cercles dont le rayon est donné. Les premières tables utilisent la corde d'un arc de cercle. L'une de ces tables a été calculée par Hipparque au IIe siècle av. J.-C., mais aucun exemplaire ne nous est parvenu. Celle de Claude Ptolémée figure dans son Almageste et son élaboration a pu s'inspirer de celle d'Hipparque. Les Indiens commencent par travailler eux aussi sur les tables de cordes qu'ils appellent jya ou jiva. Ils préfèrent ensuite travailler sur une nouvelle quantité, plus simple pour les calculs, qui correspond à la demi-corde de l'arc double. Ils appellent cette quantité ardha-jya, soit la demi-corde, puis progressivement, le terme de jya s'impose pour la demi-corde de l'arc double. Le terme est alors repris par les arabes qui le translittèrent en jiba qui évolue en jaib. Lors de la traduction des écrits arabes par Gérard de Crémone, ce terme subit une dernière modification : Gérard de Crémone le confond avec un terme arabe, de même consonance, qui a le sens de « sein », « anse » ou « cavité », et le traduit donc par le mot latin correspondant sinus.
Les premières tables de sinus connues sont celles des Siddhantas, notamment le Surya Siddhanta (fin du IVe siècle-début du Ve siècle) et celles d'Aryabhata au VIe siècle. Aryabatha part du principe que, pour la 24e partie d'un quart de cercle, on peut confondre la longueur d'un arc et son sinus. Le tiers d'un quart de cercle correspond à un angle de 30°, dont le sinus est évident : un demi-rayon. Pour obtenir ensuite la 24e partie du quart de cercle, il suffit de diviser 3 fois par 2 l'angle initial. Aryabhata est capable, grâce au théorème de Pythagore, de calculer le sinus de l'angle moitié. Il prend un cercle de rayon 3 438, ce qui conduit, avec la valeur de π utilisée à l'époque (3,141 6) à un cercle de circonférence 21 600 (on remarque qu'un angle plein correspond à 360° soit 21 600 minutes). Il donne, pour cette valeur du rayon, les 24 valeurs des sinus des arcs de longueurs n × 225. Les Indiens fournissent également les tables de sinus pour des cercles de rayon 60, 150, 120... Cette habitude de construire des tables de sinus correspondant à un cercle dont le rayon, fixé arbitrairement, est appelé «sinus total», perdure en Europe encore jusqu'à la fin du XVIIIe siècle.

### Sinus d'un angle orienté

sin(α) est égal à l'ordonnée du point du cercle situé sur la demi-droite faisant un angle α avec la demi-droite Ox (ordonnée indiquée en rouge).

Le sinus d'un angle orienté de mesure α est un nombre réel compris entre -1 et 1. Ici le plan est orienté dans le sens trigonométrique.
Le cercle unité est le cercle de rayon 1, centré à l'origine (0, 0) d'un système de coordonnées cartésiennes.
Considérons l'intersection entre une demi-droite issue de l'origine qui fait un angle de mesure α avec le demi-axe (Ox), et le cercle unité. Alors la composante verticale de cette intersection est égale à sin(α). Cette définition coïncide avec la précédente quand α est la mesure d'un angle saillant, orienté dans le sens positif, et on déduit celle-ci de la précédente en remarquant qu'un changement d'orientation de l'angle induit un changement de signe du sinus.
Il est possible de déterminer directement, à l'aide d'un déterminant, le sinus de l'angle orienté entre deux vecteurs dont on connait les coordonnées : pour {\displaystyle {\vec {u}}(x,y)} et {\displaystyle {\vec {v}}(x',y')}, on a :
{\displaystyle \sin {\widehat {{\vec {u}},{\vec {v}}}}={\frac {\det({\vec {u}},{\vec {v}})}{\|{\vec {u}}\|\|{\vec {v}}\|}}={\frac {xy'-yx'}{{\sqrt {x^{2}+y^{2}}}{\sqrt {x'^{2}+y'^{2}}}}}}.
Une telle égalité peut se démontrer si l'on considère comme acquise la formule trigonométrique du sinus d'une différence. Il suffit de poser
{\displaystyle x=r\cos \theta \quad y=r\sin \theta \quad x'=r'\cos \theta '\quad y'=r'\sin \theta '}
et de remarquer que
{\displaystyle {\frac {\det({\vec {u}},{\vec {v}})}{\|{\vec {u}}\|\|{\vec {v}}\|}}={\frac {r\cos \theta \,r'\sin \theta '-r\sin \theta \,r'\cos \theta '}{rr'}}=\sin(\theta '-\theta )=\sin({\widehat {{\vec {u}},{\vec {v}}}})}.

## Fonction sinus

Animation montrant le graphique de y = sin(x) (où x est l'angle en radians) sur le cercle unité.

### Définitions

#### À partir du cercle trigonométrique
Si les angles orientés sont mesurés en radians, la fonction qui, au réel α, associe le sinus de l'angle orienté de mesure α radians est appelée la fonction sinus.
L'observation des propriétés géométriques des angles orientés permettent de déduire les identités
sin(−α) = −sin(α) (la fonction sinus est donc impaire), sin(α + π) = −sin(α), et sin(α + 2π) = sin(α) (la fonction sinus est donc périodique de période 2π).
La longueur d'une demi-période (dépliée) est égale à 3,8202···.

#### À partir des séries entières
En analyse, la fonction sin se définit sur l'ensemble ℝ des nombres réels par une série dont on montre qu'elle converge sur tout ℝ :
{\displaystyle \sin x=x-{\frac {x^{3}}{3!}}+{\frac {x^{5}}{5!}}+\cdots +(-1)^{k}{\frac {x^{2k+1}}{(2k+1)!}}+\cdots =\sum \limits _{n=0}^{+\infty }{(-1)^{n}}{\frac {x^{2n+1}}{(2n+1)!}}}.
On montre également que cette définition coïncide avec la précédente lorsque le réel x représente la mesure d'un angle en radians.
La périodicité, la dérivabilité et la continuité s'établissent alors par la théorie des séries, de même que les formules d'Euler en analyse complexe reliant les fonctions trigonométriques à la fonction exponentielle, ainsi que l'identité d'Euler. Cette définition est souvent utilisée comme point de départ dans les traités rigoureux d'analyse et permet la définition du nombre π.
La définition utilisant les séries permet de prolonger la fonction sinus en une fonction analytique dans tout le plan complexe.

#### Comme solution d'uneéquation différentielle
La série entière précédente est l'unique solution du problème de Cauchy :
{\displaystyle y''=-y,\quad y(0)=0,\quad y'(0)=1},
qui constitue donc une définition équivalente de la fonction sinus.

### Propriétés

#### Réciproque

Représentation graphique de la fonction arc sinus.

Les fonctions trigonométriques ne sont pas bijectives (ni même injectives, puisqu'elles sont périodiques) ; elles n'admettent donc pas de bijections réciproques. En les restreignant à certains intervalles de départ et d'arrivée, les fonctions trigonométriques peuvent réaliser des bijections.
L'application réciproque arcsin est définie par :
pour tous réels x et y :
{\displaystyle y=\arcsin x}
si et seulement si
{\displaystyle \sin y=x{\text{ et }}-{\frac {\pi }{2}}\leq y\leq {\frac {\pi }{2}}}.
La fonction arcsin est donc une bijection de [–1, 1] sur [–π/2, π/2] et vérifie
{\displaystyle \forall x\in [-1,1]\quad \sin(\arcsin x)=x}
et
{\displaystyle \forall y\in \left[-{\frac {\pi }{2}},{\frac {\pi }{2}}\right]\quad \arcsin(\sin y)=y}.

#### Dérivée
La dérivée de la fonction sinus est la fonction cosinus :
{\displaystyle \sin '=\cos }.
Cette propriété est immédiate avec les définitions à partir des séries entières des fonctions sinus et cosinus. On en déduit en particulier que
{\displaystyle \lim _{\theta \rightarrow 0}{\frac {\sin \theta }{\theta }}=\sin '0=\cos 0=1}.

On pourra également trouver une justification géométrique de cette limite (cf. § « Limites ») dans :  

#### Intégrale
Une primitive de sin est –cos, ce qui s'écrit :
{\displaystyle -\cos '=\sin .}
Autrement dit : pour tout x0,
{\displaystyle \int _{x_{0}}^{x}\sin t~{\rm {d}}t=-\cos x+C},
où {\displaystyle C=\cos x_{0}} est la « constante d'intégration ».

#### Limites
- {\displaystyle \lim _{\theta \to 0}{\frac {\sin \theta }{\theta }}=1} (voir supra).
- {\displaystyle \lim _{\theta \to +\infty }{\frac {\sin \theta }{\theta }}=0}.

#### Valeurs particulières

Représentation graphique de la fonction sinus.

Quelques angles communs (θ) sur le cercle unité. Les angles sont indiqués en degrés et en radians, ainsi que leur intersection avec le cercle unité (cos θ, sin θ).

Les valeurs figurant dans le tableau ci-dessous correspondent à des angles pour lesquels une expression à l'aide de racines carrées est possible, et plus précisément pour lesquels le théorème de Wantzel s'applique ; pour plus de détails, voir l'article Polynôme minimal des valeurs spéciales trigonométriques.
| x (angle) | x (angle)                               | x (angle) | sin x = sin y                                        | sin x = sin y         | y (angle supplémentaire) | y (angle supplémentaire)                 | y (angle supplémentaire) |
| --------- | --------------------------------------- | --------- | ---------------------------------------------------- | --------------------- | ------------------------ | ---------------------------------------- | ------------------------ |
| Degrés    | Radians                                 | Grades    | Exacte                                               | Décimale              | Degrés                   | Radians                                  | Grades                   |
| 0°        | 0 rad                                   | 0g        | 0                                                    | 0                     | 180°                     | {\displaystyle \pi } rad                 | 200g                     |
| 15°       | {\displaystyle {\frac {\pi }{12}}} rad  | 162⁄3g    | {\displaystyle {\frac {{\sqrt {6}}-{\sqrt {2}}}{4}}} | 0,258 819 045 102 521 | 165°                     | {\displaystyle {\frac {11\pi }{12}}} rad | 1831⁄3g                  |
| 18°       | {\displaystyle {\frac {\pi }{10}}} rad  | 20g       | {\displaystyle {\frac {{\sqrt {5}}-1}{4}}}           | 0,309 016 994 374 947 | 162°                     | {\displaystyle {\frac {9\pi }{10}}} rad  | 180g                     |
| 30°       | {\displaystyle {\frac {\pi }{6}}} rad   | 331⁄3g    | {\displaystyle {\frac {1}{2}}}                       | 0,5                   | 150°                     | {\displaystyle {\frac {5\pi }{6}}} rad   | 1662⁄3g                  |
| 36°       | {\displaystyle {\frac {\pi }{5}}} rad   | 40g       | {\displaystyle {\frac {\sqrt {10-2{\sqrt {5}}}}{4}}} | 0,587 785 252 292 473 | 144°                     | {\displaystyle {\frac {4\pi }{5}}} rad   | 160g                     |
| 45°       | {\displaystyle {\frac {\pi }{4}}} rad   | 50g       | {\displaystyle {\frac {\sqrt {2}}{2}}}               | 0,707 106 781 186 548 | 135°                     | {\displaystyle {\frac {3\pi }{4}}} rad   | 150g                     |
| 54°       | {\displaystyle {\frac {3\pi }{10}}} rad | 60g       | {\displaystyle {\frac {1+{\sqrt {5}}}{4}}}           | 0,809 016 994 374 947 | 126°                     | {\displaystyle {\frac {7\pi }{10}}} rad  | 140g                     |
| 60°       | {\displaystyle {\frac {\pi }{3}}} rad   | 662⁄3g    | {\displaystyle {\frac {\sqrt {3}}{2}}}               | 0,866 025 403 784 439 | 120°                     | {\displaystyle {\frac {2\pi }{3}}} rad   | 1331⁄3g                  |
| 72°       | {\displaystyle {\frac {2\pi }{5}}} rad  | 80g       | {\displaystyle {\frac {\sqrt {10+2{\sqrt {5}}}}{4}}} | 0,951 056 516 295 154 | 108°                     | {\displaystyle {\frac {3\pi }{5}}} rad   | 120g                     |
| 75°       | {\displaystyle {\frac {5\pi }{12}}} rad | 831⁄3g    | {\displaystyle {\frac {{\sqrt {6}}+{\sqrt {2}}}{4}}} | 0,965 925 826 289 068 | 105°                     | {\displaystyle {\frac {7\pi }{12}}} rad  | 1162⁄3g                  |
| 90°       | {\displaystyle {\frac {\pi }{2}}} rad   | 100g      | 1                                                    | 1                     | 90°                      | {\displaystyle {\frac {\pi }{2}}} rad    | 100g                     |

### Relation avec les nombres complexes

Une illustration du plan complexe. Les nombres imaginaires se trouvent sur l'axe des ordonnées.

Le sinus est utilisé pour déterminer la partie imaginaire d'un nombre complexe z donné en coordonnées polaires, par son module r et son argument φ :
{\displaystyle z=r(\cos \varphi +{\rm {i}}\sin \varphi )}
où i désigne l'unité imaginaire.
La partie imaginaire de z est
{\displaystyle {\rm {Im}}(z)=r\sin \varphi .}
En particulier
{\displaystyle \sin \varphi =\operatorname {Im} ({\rm {e}}^{{\rm {i}}\varphi }).}

#### Sinus avec un argument complexe

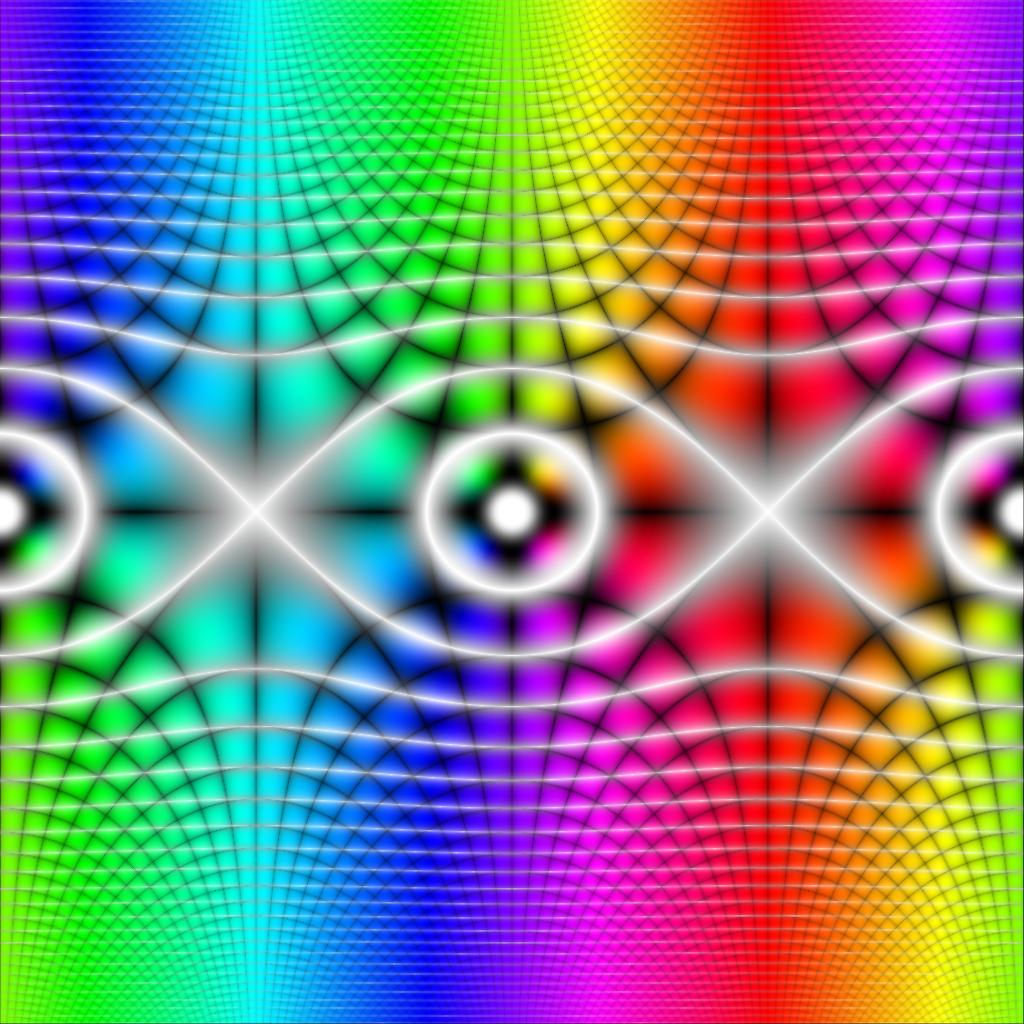
Coloration de régions de sin(z) quand les parties réelle et imaginaire de z sont comprises dans [–π, π]. La luminosité indique le module, la saturation représente la.

sin(z) comme un champ vectoriel.

La définition de la fonction sinus comme série entière s'étend telle quelle à des arguments complexes z et donne une fonction entière :
{\displaystyle {\begin{aligned}\sin z&=\sum _{n=0}^{\infty }{\frac {(-1)^{n}}{(2n+1)!}}z^{2n+1}\\&={\frac {{\rm {e}}^{{\rm {i}}z}-{\rm {e}}^{-{\rm {i}}z}}{2{\rm {i}}}}\,\\&={\frac {\sinh \left({\rm {i}}z\right)}{\rm {i}}}\end{aligned}}}
ou encore :
{\displaystyle \sin({\rm {i}}z)={\rm {i}}\sinh z},
où sinh désigne la fonction sinus hyperbolique.
Il est parfois utile de l'exprimer en termes des parties réelle et imaginaire de son argument : pour x et y réels,
{\displaystyle {\begin{aligned}\sin(x+{\rm {i}}y)&=\sin x\cos {\rm {i}}y+\cos x\sin {\rm {i}}y\\&=\sin x\cosh y+{\rm {i}}\cos x\sinh y.\end{aligned}}}

##### Fraction partielle et développement en série du sinus complexe
Utilisant la technique de développement en éléments simples d'une fonction méromorphe, on peut trouver la série infinie :
{\displaystyle {\frac {\pi }{\sin \pi z}}=\sum _{n=-\infty }^{\infty }{\frac {(-1)^{n}}{z-n}}={\frac {1}{z}}-2z\sum _{n=1}^{\infty }{\frac {(-1)^{n}}{n^{2}-z^{2}}}}.
On trouve de même
{\displaystyle {\frac {\pi ^{2}}{\sin ^{2}\pi z}}=\sum _{-\infty }^{\infty }{\frac {1}{(z-n)^{2}}}}.
Utilisant la technique de développement du produit, on peut en tirer
{\displaystyle \sin \pi z=\pi z\prod _{n=1}^{\infty }\left(1-{\frac {z^{2}}{n^{2}}}\right)}.

##### Utilisation du sinus complexe
sin z se trouve dans l'équation fonctionnelle pour la fonction gamma, appelée formule des compléments,
{\displaystyle \Gamma (s)\Gamma (1-s)={\pi  \over \sin \pi s},}
laquelle se trouve à son tour dans l'équation fonctionnelle pour la fonction zêta de Riemann,
{\displaystyle \zeta (s)=2(2\pi )^{s-1}\Gamma (1-s)\sin(\pi s/2)\zeta (1-s)}.
Comme toute fonction holomorphe, sin z est harmonique, c'est-à-dire solution de l'équation de Laplace à deux dimensions :
{\displaystyle \Delta u(x,y)=0}.

#### Graphiques complexes

Fonction sinus dans le plan complexe
Partie réelle
Partie imaginaire
Module

Fonction arc sinus dans le plan complexe
Partie réelle
Partie imaginaire
Module

## Calcul numérique
Il n'y a pas d'algorithme normalisé pour calculer le sinus ou le cosinus ; en particulier, la norme  IEEE 754-2008 n'en fournit aucun. Le choix d'un algorithme est un compromis entre rapidité, précision et étendue des entrées, en particulier la possibilité de calculer la valeur pour de grands nombres (grands devant 2π radians ou 360 degrés). Le développement en série est très peu utilisé car peu performant.
Une méthode courante consiste à précalculer des valeurs et à les stocker dans une table de correspondance ; la valeur renvoyée par la fonction est alors la valeur correspondant à l'entrée la plus proche du tableau, ou bien l'interpolation linéaire des deux valeurs encadrant l'angle considéré. Cette méthode est très utilisée pour la génération d'images de synthèse 3D.
Les calculatrices scientifiques utilisent en général la méthode CORDIC.
Dans un certain nombre de cas, les fonctions mises en œuvre expriment l'angle d'entrée sous la forme du nombre de demi-tours plutôt qu'en radians (un demi-tour valant π radians). En effet, π est un nombre irrationnel, sa valeur présente donc des erreurs d'arrondi quelle que soit la base ; on commet ainsi moins d'erreur en entrée en parlant de 0,25 demi-tour qu'en parlant de π/4 radians.